# Колинстон (Луизијана)
Колинстон (енгл. Collinston) град је у америчкој савезној држави Луизијана.

## Демографија
По попису из 2010. године број становника је 287, што је 40 (-12,2%) становника мање него 2000. године.
| Група             | 2000.       | 2010.       |
| Белци             | 176 (53,8%) | 158 (55,1%) |
| Афроамериканци    | 150 (45,9%) | 128 (44,6%) |
| Азијати           | 0 (0,0%)    | 0 (0,0%)    |
| Хиспаноамериканци | 11 (3,4%)   | 0 (0,0%)    |
| Укупно            | 327         | 287         |